# 危機に瀕する言語
凡例：（右）HC＝伝統文化、HL＝伝統言語。（左上から）HLL＝伝統言語を学ぶ人。L1L＝母語として身につける人。SLL＝第二言語として習得する人。
危機に瀕する言語（ききにひんするげんご）とは、母語話者がいなくなることで言語消滅（死語化）の危機にある言語である。危機言語とも言われる。

## 概要
世界には6000から7000の言語があるとされた。マイケル・クラウスによれば、100万程度の話者を持つ言語は、今後100年程度は安定であるとされている。現存する言語のうち半数は22世紀の初めつまり約100年以内に完全に話し手を失い、消滅すると予想される言語である。
最後の言語使用者の死によって20世紀に消滅した言語としては、1974年のマン島語（イギリス）、1981年のワルング語（オーストラリア）、1992年のUbuh語やウビフ語（両者ともコーカサス地方）、1995年のカサベ語（カメルーン）、2000年の羿人語（げいじんご＝中国四川省）などがある。
1990年代以降、欧米の学界では危機言語研究に力が入れられるようになったが、その言語を記述し、記録を残す研究は進んでいないとされてきたが反論もある。言語を研究する言語学者にとってもその言語自体が失われる事態になるため、危機言語の研究は重要であるとされる。
しかし辺地の地方文化、マイノリティ、少数民族への蔑視も根強く、危機に瀕した言語研究への意識も高いとはいえない事態にある。日本では21世紀に入り、2003年に特定非営利活動法人「地球ことば村・世界言語博物館」が立ち上げられる等、事態を改善しようとする動きも広がりを見せつつある。
英国王立協会紀要によれば、世界で最も少数言語が失われる恐れの高い場所は、オーストラリアと北米の一部とされる。研究では、経済的に発展した地域ほど少数言語は失われやすいとされ、イギリスのケンブリッジ大学は、1人当たりのGDPのレベルは言語多様性の消失と関連があると発表した。

### 手話と消滅の危機
言語話者の減少に関する調査はほぼすべて、口話を主題にしており、ユネスコの絶滅危惧言語に関する調査でも、手話には言及がない。しかし複数の手話が絶滅の危機に瀕しており、例を示すならアリプール村手話（AVSL＝インド）、アダモロベ手話（ガーナ）、バンコール手話（タイ）、平原インディアン手話などがある。伝統的な手話は小さなコミュニティで話すことが多く、より人口の多い手話と接触したり、ろう者コミュニティが分散するなど、わずかな環境の変化で失われる危機や消滅に近づくと予測される。手話がどれくらい頻繁に話されているか、評価手法が開発された。

## ユネスコによる報告

### 世界
| 1950年以降に消滅（Extinct） 極めて深刻（Critically Endangered） 重大な危険（Severely Endangered） 危険（Definitely Endangered） 脆弱（Vulnerable） |

ユネスコによる消滅危機度評価

国際連合教育科学文化機関（ユネスコ）は消滅危機言語をリストアップして地図化し『絶滅危機言語レッドブック』と題して発行している。2009年2月、『絶滅危機言語レッドブック』第3版となるリストが発表され、世界で約2500の言語を消滅危機言語として位置づけた。言語の消滅危険度については「脆弱」から「極めて危険」まで4段階（「消滅」を含めれば5段階）の評価が行われている。2009年の発表時点では、最も深刻度の高い「極めて深刻」に538言語が分類され、このうち199言語は、話者が10人以下であった。
ウェブ上ではインタラクティブ・マップ版が公開され、随時情報が更新されている。1950年以後に消滅した言語は、2009年2月の報道時点では「219語」とされていたが、2014年12月現在は約230とされる。ユネスコは、世界の言語のうち約3000言語程度が「危機に瀕する言語」となると見積もっている。

### 日本
日本国内では、話者10人とされるアイヌ語をはじめ、以下の8言語がリストに掲載されている。アイヌ語以外は日琉語族に属し、そのうち八丈語を除く6言語はすべて琉球諸語を構成する言語である。
- 極めて深刻: アイヌ語
- 重大な危険: 八重山語、与那国語
- 危険: 八丈語、奄美語、国頭語、沖縄語、宮古語

### 中国
仡佬語（コーラオ語（中国語））や仫佬語、仙島語、福建語などが危機に瀕する言語といわれている。

### インドネシア
インドネシアは言語数が多く、400を優に超えるオーストロネシア諸語や240ほどのパプア諸語により、合計で600を超すものとなっている。インドネシアの先住民語の4分の1超が脆弱もしくは危機に晒されていると考えられ得る。官用語・公用語として、あるいはメディア用に唯一使用されている言語はインドネシア語である。オーストラリアや南北アメリカの優位言語のみを話す話者たちが行ってきたような他言語の直接的な抑圧こそ存在しないものの、インドネシアの一部においては現地語話者が現地語を話す意欲を削ぐ動きも見られる。教育がインドネシア語のみで行われるため、子供たちはインドネシア語が母語よりも上等であると見ることに慣らされており、インドネシア語を家庭において他の家族と共に本来の先住民語に優先して使用しており、先住民語は漸進的に危機に晒されつつある。なおインドネシアの一部、特にカリマンタンやイリアンジャヤ (パプア) は2010年までの時点においては文献の蓄積が不十分である。

### パプアニューギニア
パプアニューギニアは750を超す現地語を擁しており、比較対象となり得る世界の他の地域と比べても最多の言語数を誇る。話者が万単位で存在する言語はその中でもごくわずかであり、多数の言語が100人ばかりかそれ未満の話者のみが話す小規模言語に分類され得る。2010年時点から見て30年ほど前かそれ以前までは、パプアニューギニアは世界の言語危機の影響を最も受けない地域であり、話者たちはかつてのみならず現在もなお苛烈なまでに自らの言語に誇りを抱いており、言語をエスニック・アイデンティティの主な象徴と捉えている。
しかし過去30年の間に流動性が著しく増大し、異言語話者間の通婚件数の確固たる増加する結果となった。さらにこうした通婚の多くは、国内に広がった伝統的多言語使用の範囲外の言語を招き入れる性質のものとなっており、こうした場合に家族は大抵、国家語である接触言語にしてリングワ・フランカであり、全パプアニューギニア人の80パーセント超が広域的相互意思疎通用の言語として話すトク・ピシンを採用する。トク・ピシンは複雑なオーストロネシア型文法や数多くの英語由来語を有する。子どもたちはトク・ピシンを第一言語として学び始めているところであり、同時に潜在的な言語危機の連鎖の発端となり始めてもいる。
教育の場やメディアにより使用されているのは30ほどの限られたメジャー言語に留まっており、このことがその他多くの言語の現地人視点での重要性を低下させている。パプアニューギニア政府や当局の全現地語に対する姿勢は肯定的ではあるものの、状況は困難である。パプアニューギニアのオーストロネシア諸語のうち約35言語が脆弱あるいは危険で3言語が消滅しており、パプアニューギニアに話者の存在する/したパプア諸語に関しては40を超す言語が脆弱もしくは危険と考えられ得る状況であり、13言語が最近になって消滅しつつある。